# Monseñor Jáuregui
Pour les articles homonymes, voir Jauregui.
Monseñor Jáuregui est l'une des douze paroisses civiles de la municipalité de Boconó dans l'État de Trujillo au Venezuela. Sa capitale est Niquitao.